# St. Pankraz (Südtirol)
St. Pankraz ([saŋkt ˈpaŋkrats]; italienisch San Pancrazio) ist eine italienische Gemeinde mit 1538 Einwohnern (Stand 31. Dezember 2023) in Südtirol. Sie liegt im Ultental auf 736 m Höhe und ist die erste Ortschaft im Tal.

## Geografie

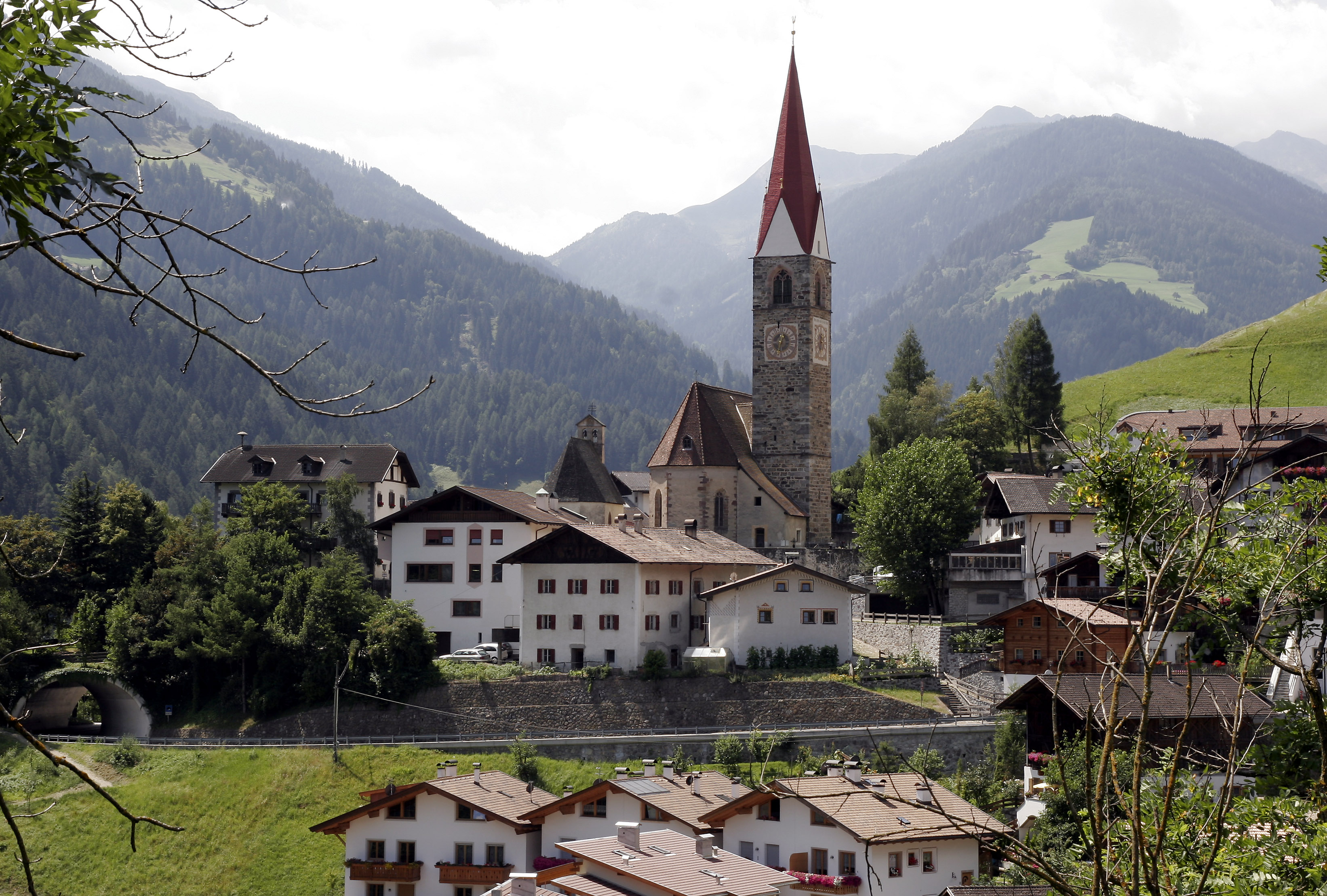
St. Pankraz im Juli 2007

Die Gemeinde St. Pankraz, etwa 11 km südwestlich von Meran gelegen, nimmt einen unteren Abschnitt des in Südwest-Nordost-Richtung verlaufenden Ultentals sowie umliegende Berggebiete ein. Die höher gelegenen Talbereiche gehören zur Gemeinde Ulten, der Talausgang zu Lana. Die Ortschaft St. Pankraz liegt auf 735 m Höhe auf der orographisch linken Seite der Falschauer an der Einmündung des Kirchbachtals. Nordseitig erhebt sich zwischen dem Ultental und dem Vinschgau der Zufrittkamm der Ortler-Alpen, der innerhalb des bis zum Vigiljoch reichenden Gemeindegebiets an der 2608 m hohen Naturnser Hochwart seinen höchsten Punkt findet.
In den Süden des Gemeindegebiets zweigt vom Ultental das Marauntal ab, das an seiner Ostflanke dem Weiler Buchen (1171 m) Platz bietet. Das Marauntal führt hinauf bis zum Hofmahdjoch (1781 m), einem Übergang ins Nonstal, wo St. Pankraz teils an den zu Südtirol gehörenden Deutschnonsberg, teils ans Trentino grenzt. Überragt wird das Joch ostseitig vom zur Nonsberggruppe gerechneten Laugen (2434 m) sowie westseitig von Gipfeln des Ilmenkamms der Ortler-Alpen, dem Kleinen (2311 m) und dem Großen Kornigl (2418 m).

## Geschichte
Archäologische Funde sind sehr rar, das Tal dürfte in der vorchristlichen Zeit kaum besiedelt gewesen sein. Lediglich auf der Anhöhe von Burg Eschenlohe finden sich Baustrukturen aus prähistorischer Zeit.
Frühestes Schriftzeugnis ist ecclesia S. Pancracii in Ultun in einer lateinischen Urkunde aus dem Jahr 1098. Die Gemeinde hat ihren Namen vom heiligen Pancratius, dem Kirchenpatron der Pfarrkirche.
Es regierten im Mittelalter die Grafen von Ulten über das Gebiet. Sie waren eine Nebenlinie der Grafen von Eppan. Das Gebiet besticht durch einige bedeutsame Gehöfte, etwa den Beckenchristlhof.
Seit 1960 ist St. Pankraz eine eigenständige Gemeinde, vorher gehörte sie zur Gemeinde Ulten.

## Politik
Bürgermeister seit 1960:
- Bartholomäus Pöder: 1960–1969
- Josef Gamper: 1969–1974
- Ernst Holzner: 1974–1990
- Hermann Tumpfer: 1990–2010
- Thomas Holzner: seit 2010

## Bevölkerung
St. Pankraz ist gemäß den erhobenen Sprachgruppenzugehörigkeitserklärungen bzw. Sprachgruppenzuordnungserklärungen eine weitgehend deutschsprachige Gemeinde. Als Berechnungsgrundlage der folgenden Prozentwerte wurden die gültigen Erklärungen von Personen mit italienischer Staatsbürgerschaft herangezogen.
| Sprache     | 1981    | 1991    | 2001    | 2011    | 2024    |
| ----------- | ------- | ------- | ------- | ------- | ------- |
| Deutsch     | 98,41 % | 99,12 % | 99,81 % | 98,84 % | 98,99 % |
| Italienisch | 1,48 %  | 0,76 %  | 0,13 %  | 0,96 %  | 0,95 %  |
| Ladinisch   | 0,11 %  | 0,13 %  | 0,06 %  | 0,19 %  | 0,07 %  |

## Wirtschaft
Neben Tourismus und Berglandwirtschaft gibt es in St. Pankraz einige Handwerksbetriebe. Der Ort verfügt über ein eigenes Heizwerk zur Wärmeversorgung. Die Falschauer wird durch den Pankrazer Stausee energetisch genutzt. Auf dem Gemeindegebiet befindet sich ein Speicherkraftwerk, das zur Kette der Wasserkraftwerke im Ultental gehört.

## Bildung
In der Gemeinde gibt es Bildungseinrichtungen für die deutsche Sprachgruppe. Diese umfassen eine Grundschule sowie eine Mittelschule.

## Verkehr
Von St. Pankraz erreicht man über die Landesstraße SP9 Lana im Nordosten nach 11 km und die Anschlussstelle Meran-Süd der Schnellstraße MeBo nach 13 km. Von Süden kann man das Ultental über die Landesstraße SP88 erreichen.

## Sehenswürdigkeiten

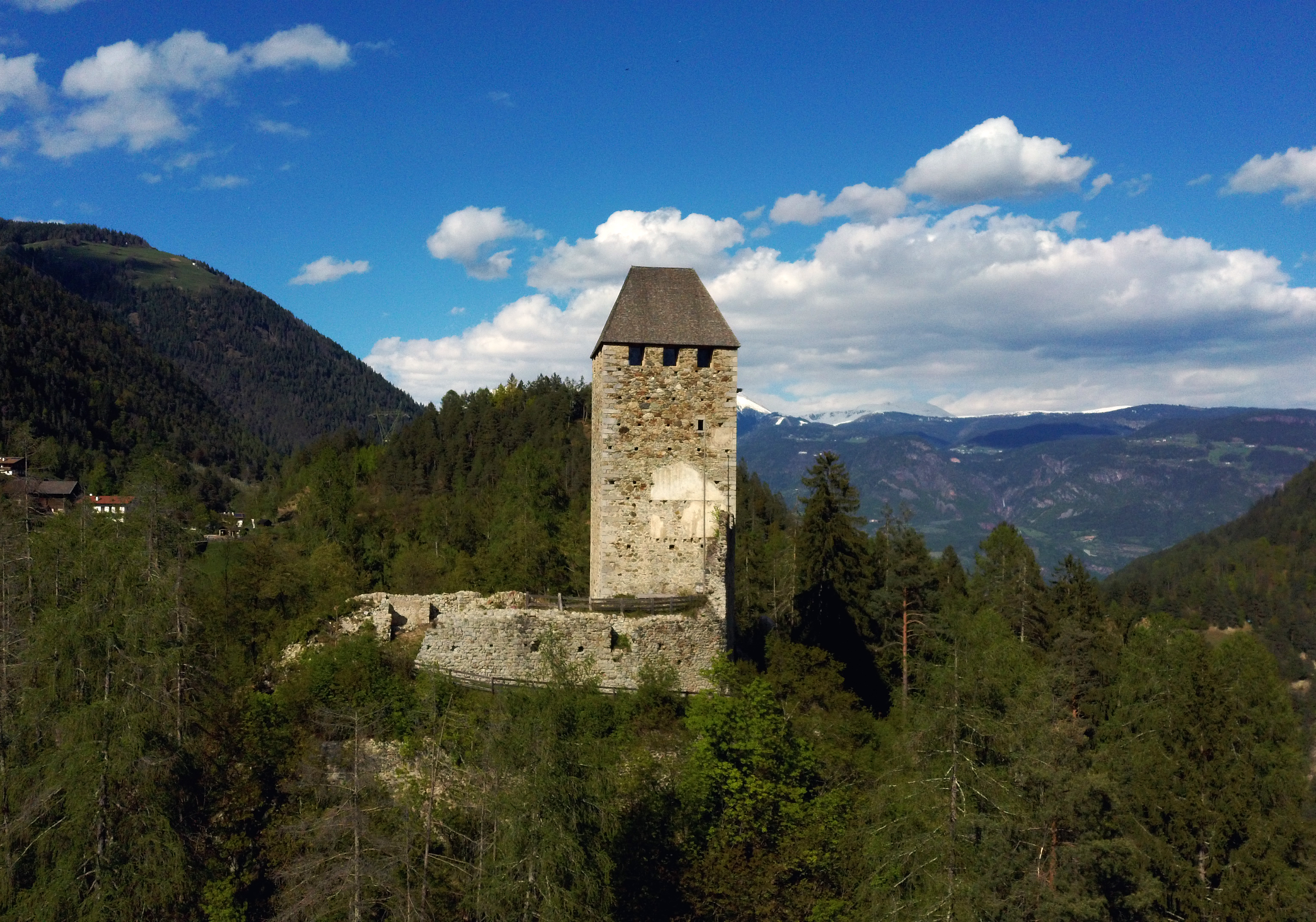
Burgruine Eschenlohe

- Burgruine Eschenlohe, seit dem 12. Jahrhundert als „Schloss Ulten“ erwähnt[7]
- Pfarrkirche St. Pankraz mit 56 m hohem Kirchturm
- Sebastianskapelle neben der Pfarrkirche
- St.-Helena-Kirche: Die 1338 erstmals erwähnte Kapelle steht weithin sichtbar auf einem 1550 m hohen Waldhügel.
- Beckenchristlhof, ein alter Bauernhof mit Fundamentierung aus dem 13. und 14. Jahrhundert.
- Häusl am Stein: Das Haus hat das Hochwasser der Falschauer von 1882 überstanden, weil es unbeabsichtigt auf einem Steinblock errichtet wurde.
- Mitterbad

## Persönlichkeiten
- Johann Nepomuk von Tschiderer (1777–1860), Fürstbischof von Trient, war 1804–1807 Kooperator der Pfarrei St. Pankraz
- Josef Egger (1839–1903), Historiker, Autor einer Geschichte Tirols
- Blasius Marsoner (1924–1991), Dichter, Lokalhistoriker und Übersetzer der Göttlichen Komödie von Dante Alighieri